# 松江駅

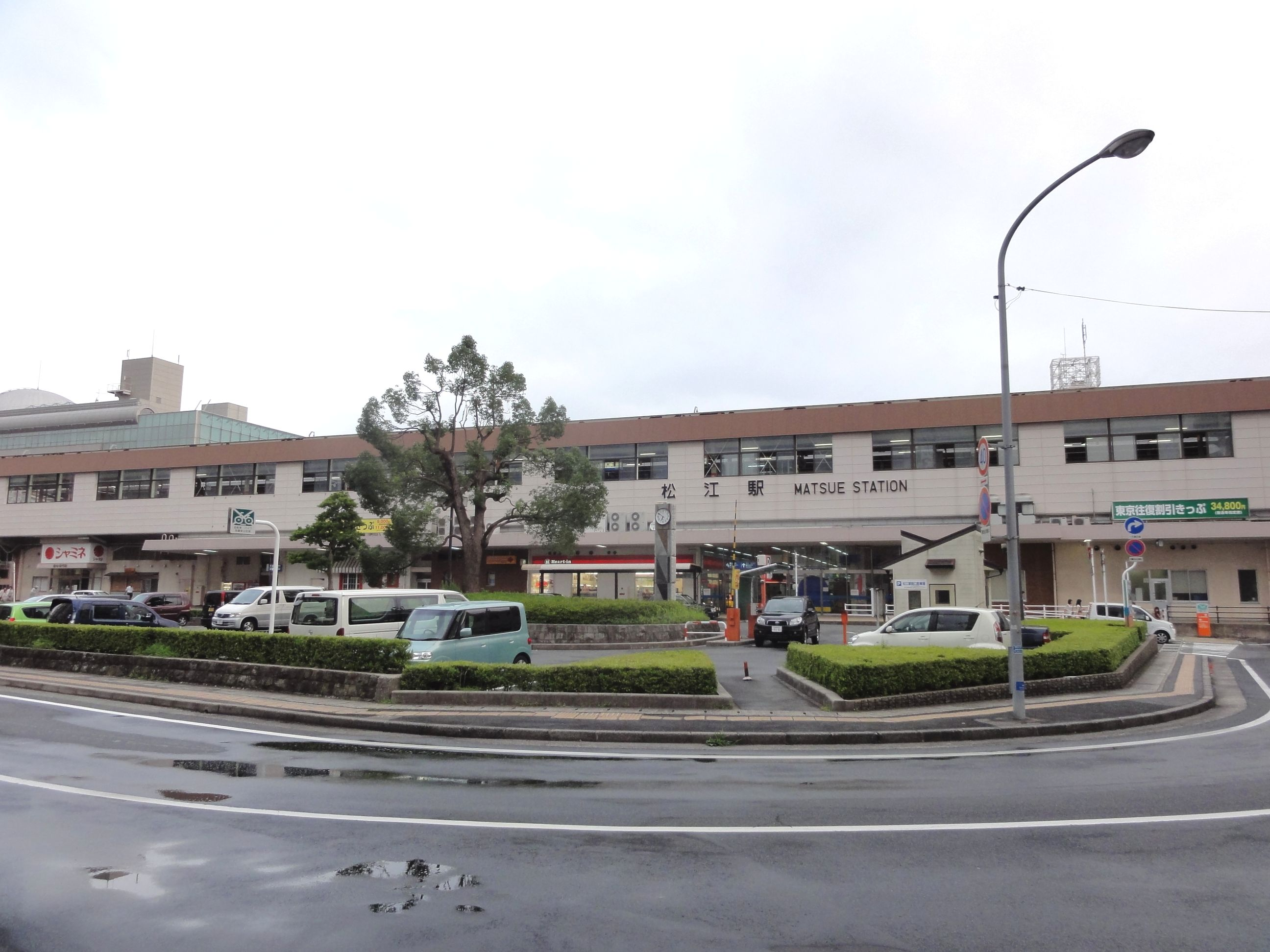
南口（2011年7月）

松江駅（まつええき）は、島根県松江市朝日町にある、西日本旅客鉄道（JR西日本）山陰本線の駅。
島根県県庁所在地・松江市の中心駅。特急や寝台列車を含めた全旅客列車が停車する。
事務管コードは▲640734。
2023年（令和5年）3月11日から島根県で唯一のみどりの窓口設置駅となっている。

## 歴史

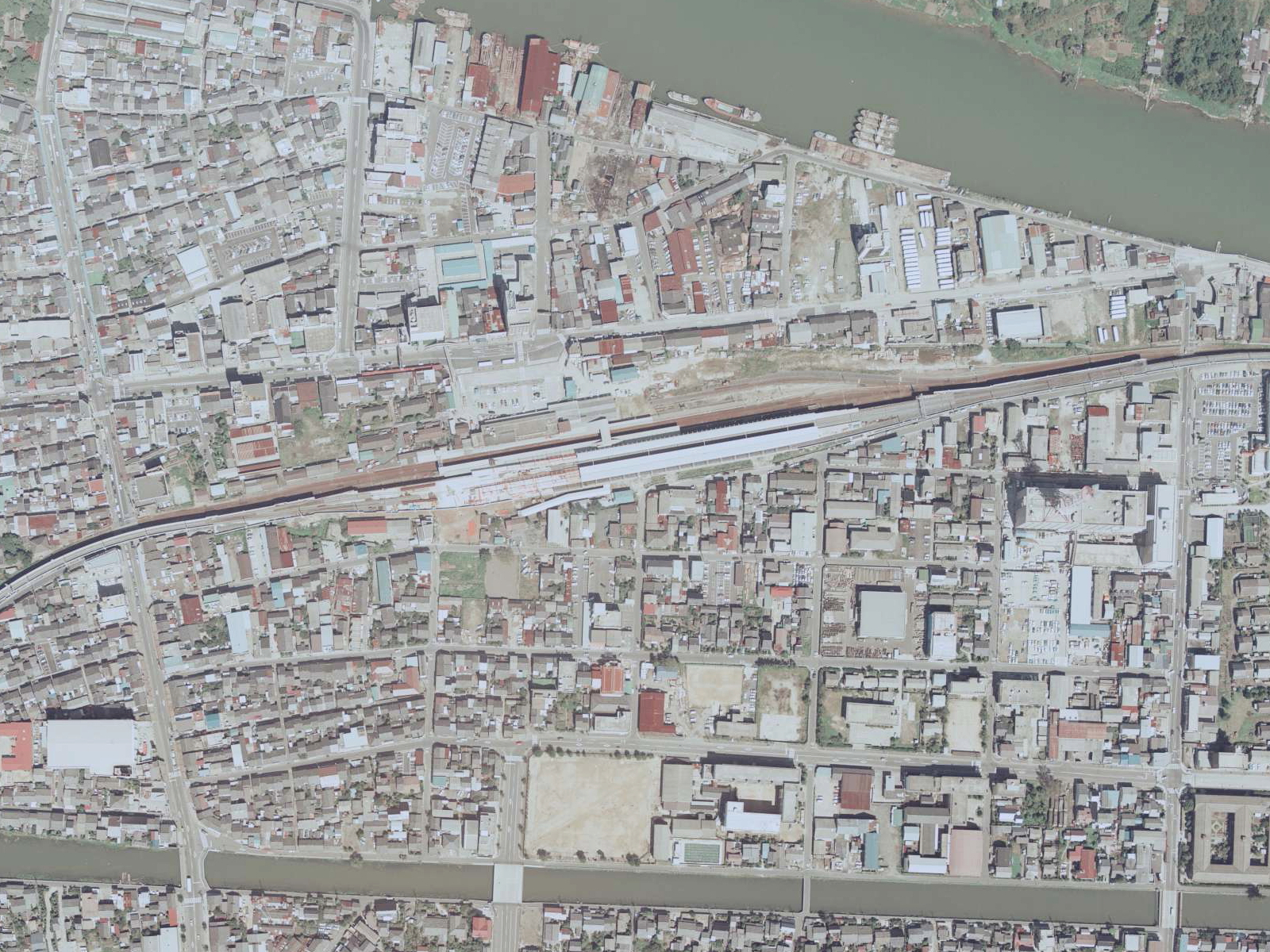
高架化工事中の駅周辺の空中写真（1976年9月）

- 1908年（明治41年）11月8日：官設鉄道安来駅 - 当駅間延伸時に終着駅として開設[1]。旅客・貨物取扱開始[1]。
- 1909年（明治42年）
  - 10月12日：線路名称制定、山陰本線所属となる。
  - 11月7日：山陰本線当駅 - 宍道駅間延伸、途中駅となる。
- 1953年（昭和28年）：駅舎を鉄筋コンクリートに改築（民衆駅第13号）。
- 1973年（昭和48年）
  - 4月1日：高架駅化工事着工に伴い貨物取扱業務を東松江駅に移管[1]。
  - 6月25日：旅行センター営業開始[6]。
- 1977年（昭和52年）3月10日：高架駅化[7]。1次切替に伴い、高架2面3線で暫定的に使用開始。
- 1978年（昭和53年）
  - 3月：当駅 - 東松江駅間複線化[7]。
  - シャミネ松江開業。
  - 11月22日：線路2次切替に伴い、2面4線の高架駅完成、使用開始。
- 1987年（昭和62年）4月1日：国鉄分割民営化に伴い、JR西日本の駅となる[1]。
- 2015年（平成27年）12月12日：シャミネ松江が新装開業[8]。
- 2016年（平成28年）
  - 11月5日：自動改札機使用開始[9][広報 1]。
  - 12月17日：ICカード「ICOCA」の利用が可能となる[10][広報 1]。
- 2017年（平成29年）6月22日：TWILIGHT EXPRESS 瑞風停車開始[11]。
- 2021年（令和3年）3月13日：みどりの券売機プラスの利用を開始[3]。
- 2023年（令和5年）3月21日：駅の発車メロディーを一部列車に限り（特急列車及び朝夕の普通列車）、Saucy Dogの楽曲「優しさに溢れた世界で」に2024年3月までの期間限定で導入[12] したが、現在も一部の列車で使用中。

## 駅構造
島式ホーム2面4線を有する高架駅。隣の東松江駅までは複線区間である。改札口は1ヶ所のみ。
駅長が配置された直営駅 であり、管理駅として安来駅 - 田儀駅間の各駅を管轄しているが、末端部は出雲市駅を地区駅として管理業務を分担している。みどりの窓口・みどりの券売機・みどりの券売機プラス設置。
駅構内には旅行会社の他、コンコースを挟み東西に分かれて 、商業施設シャミネ等がある。
2025年（令和7年）3月22日、待合室が特急やくもの新型車両のデザインをイメージした「やくもラウンジ」にリニューアルされた。

### のりば
| のりば | 路線     | 方向 | 行先                           | 備考          |
| ------ | -------- | ---- | ------------------------------ | ------------- |
| 1・2   | 山陰本線 | 上り | 米子・鳥取・倉敷・岡山方面     | 一部4番のりば |
| 3・4   | 山陰本線 | 下り | 出雲市・浜田・益田・新山口方面 |               |

付記事項
- 内側2線（2・3番のりば）が本線、外側2線（1・4番のりば）が待避線である。
- 1・4番のりばは上下双方の入線・発車・折返しに対応しており、特急接続待ちを行う列車や、当駅での折返し列車が使用するが、2010年3月改正時点では、1番のりばから出雲市方面への折返し列車設定は無い。
- 特急は下りは3番のりば、上りは2番のりばから発車する。

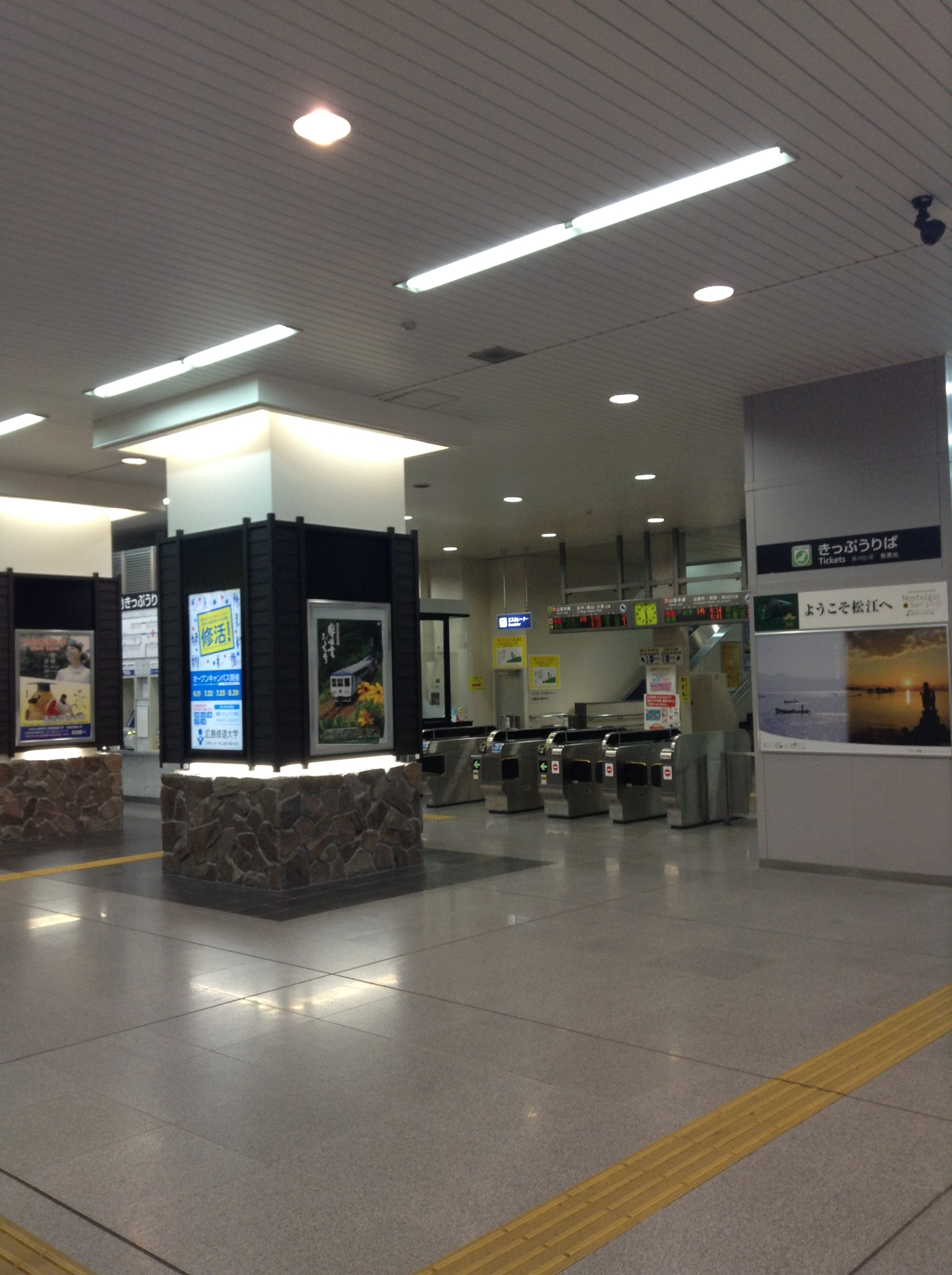
改札口（2017年7月）
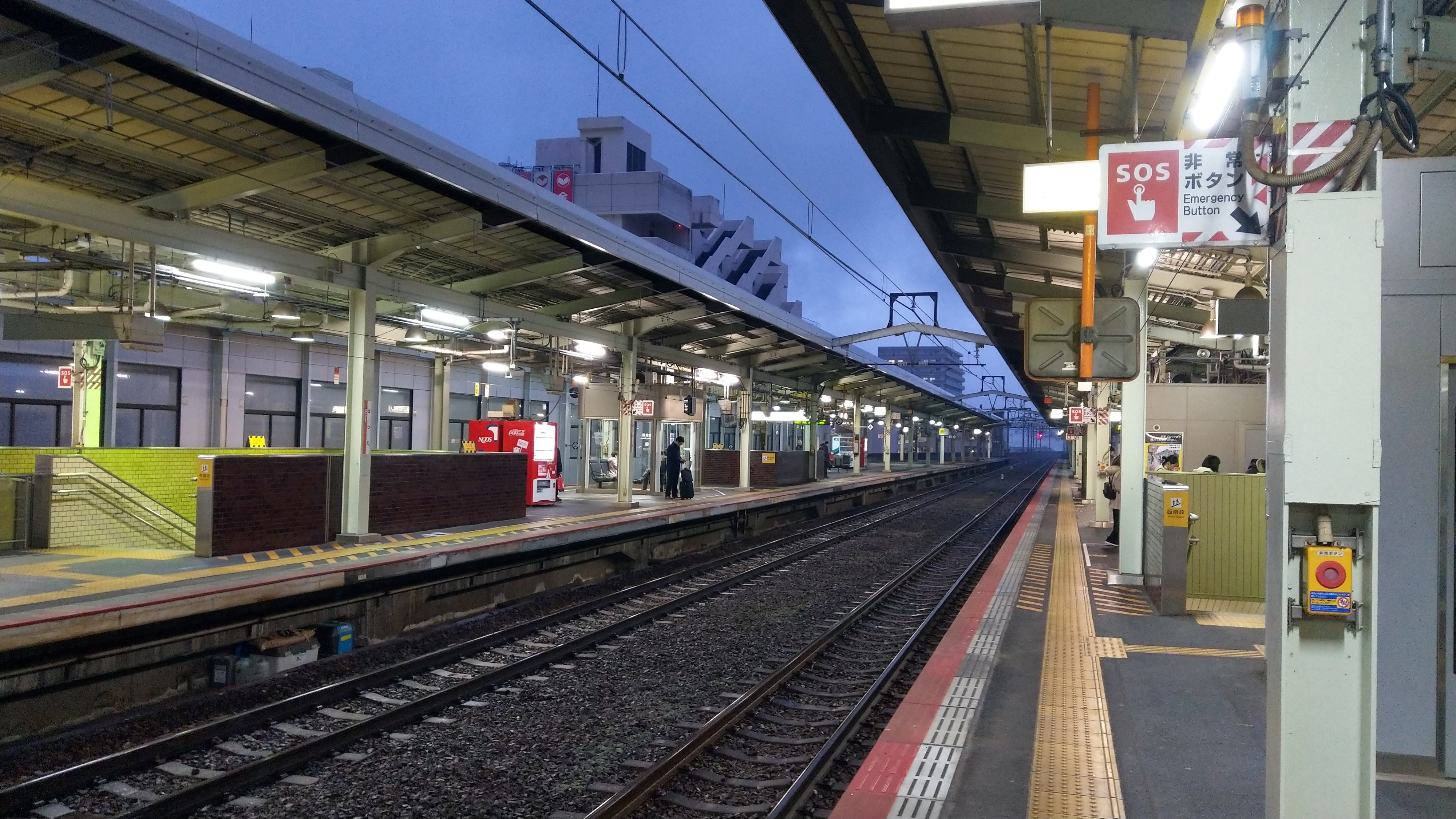
ホーム（2020年1月）

## 利用状況
2022年度の1日平均乗車人員は3,388人である。
近年の1日平均乗車人員の推移は以下の通り。
| 年度   | 1日平均 乗車人員 |
| ------ | ---------------- |
| 1999年 | 4,733            |
| 2000年 | 4,632            |
| 2001年 | 4,638            |
| 2002年 | 4,477            |
| 2003年 | 4,348            |
| 2004年 | 4,317            |
| 2005年 | 4,259            |
| 2006年 | 4,342            |
| 2007年 | 4,458            |
| 2008年 | 4,593            |
| 2009年 | 4,464            |
| 2010年 | 4,364            |
| 2011年 | 4,377            |
| 2012年 | 4,405            |
| 2013年 | 4,722            |
| 2014年 | 4,468            |
| 2015年 | 4,522            |
| 2016年 | 4,478            |
| 2017年 | 4,454            |
| 2018年 | 4,288            |
| 2019年 | 4,187            |
| 2020年 | 2,931            |
| 2021年 | 3,000            |
| 2022年 | 3,388            |

## 駅弁
主な駅弁は下記の通り。
- 境港水揚げかにめし（10 - 3月）
- 境港水揚げかにみそかに寿し（10 - 3月）
- 境港水揚げかに寿し
- 境港水揚げ蟹としじみのもぐり寿し
- 邪気退散招福ちらし
- 島根牛みそ玉丼
- おべんとう「勾玉」

## 駅周辺

### 北口
- 松江勤労者総合福祉センター（松江テルサ）
- 東横イン松江駅前
- 島根県立産業交流会館
- さんいん中央テレビ本社（TSKエリア8）
- 松江エクセルホテル東急
- ドーミーインEXPRESS松江
- グリーンリッチホテル松江駅前
- 松江中央郵便局
- 山陰合同銀行松江駅前出張所
- 島根県立美術館
- 広島銀行松江支店
- 島根銀行本店
- 鳥取銀行松江支店
- しまね信用金庫本店営業部
- 島根中央信用金庫松江支店
- ボートピア松江
- 島根県道21号松江島根線
- 島根県道22号松江停車場線
- 松江赤十字病院

### 南口
- イオン松江ショッピングセンター・イオンスタイル松江
- 松江ユニバーサルホテル
- 松江市立中央小学校
- 松江市立第三中学校
- 開星中学校・高等学校
- 松江年金事務所
- 島根中央信用金庫
- 国道9号
- 島根県道21号松江島根線

## バス路線
バスのりばは北口にある。

### 駅北口構内

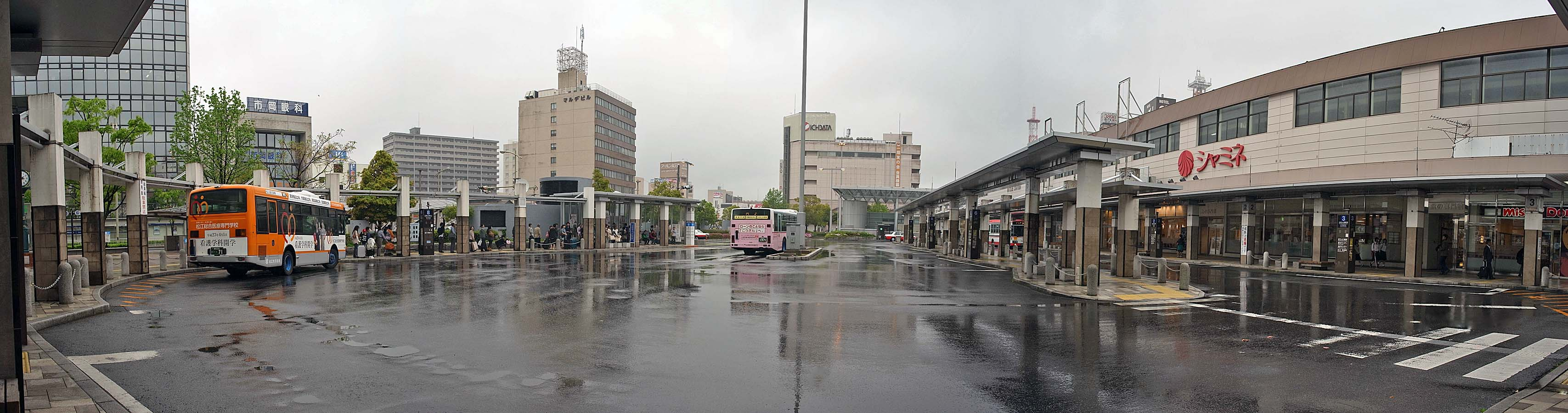
北口前バスロータリー

構内は島式バスターミナルとなっており、バスはバスターミナル北側に進入口と退出口があり、構内は時計回りで走行する。バスターミナル北側から時計回りに11番、1 - 3番、7 - 9番の各乗り場があり、1 - 3番乗り場北側に1 - 3番乗り場と並行する形で4 - 6番の各乗り場がある。2・3番と4 - 6番乗り場は松江市バスと一畑バスとの共用となっている。10番は降車専用で、松江駅止めの便と時間調整が必要な便が使用する。
一畑電車北松江線の松江しんじ湖温泉駅へのバスは一部の路線を除き、島根県民会館周辺を経由するため、15分程度掛かる。一畑電車早朝便が出発する時間帯はバスが運行開始前のため、バスでの乗継が出来ない。
7番のりばの前にある松江勤労者総合福祉センター（松江テルサ）1階のアトリウムを高速バス・空港リムジンバス・隠岐汽船接続バス待合所として利用可能。

#### 路線バス・観光周遊バス
| のりば | 運行事業者 | 系統・行先 | 備考                                                                          |
| ------ | ---------- | --- | ----------------------------------------------------------------------------- |
| 1      | 松江市バス | 81-1・81-2：南循環線外回り 82-1：南循環線内回り 91-1・91-2・91-3：北循環線外回り 92-1・92-2・92-3：北循環線内回り                                                                                      |                                                                               |
| 2      | 松江市バス | 12-1・12-4：島根大学前・川津 15-1・15-2・15-3：あじさい団地 16-0：ソフトビジネスパーク 17-0：東高校 50-0：淞北台団地                                                                                   | 「12-4」・「17-0」は平日のみ運行                                              |
| 2      | 一畑バス   | 13：美保関ターミナル | マリンプラザ方面は川津で乗り継ぎが必要                                        |
| 3      | 松江市バス | 31-1・31-3・31-6・31-7・31-8・31-9：松江しんじ湖温泉駅 32-0・32-2・32-7：福祉センター前 35・37：授産センター                                                                                           | 「31-8」は平日のみ運行 「31-9」は土休日のみ運行                               |
| 3      | 一畑バス   | 31：松江しんじ湖温泉駅 |                                                                               |
| 4      | 松江市バス | 23-1・23-6：かんべの里 24-1・24-2：県合同庁舎前 63-0・63-1・63-2：八重垣神社 64-2：公園墓地 66・66-1・66-3・66-4・66-7・66-9：平成町車庫 68-0・68-1・68-2・68-3・68-4・68-7：市立病院 69-1：県立大学前 | 「23-6」は土休日のみ運行 「24-2」「66」「66-4」「68-0」「68-4」は平日のみ運行 |
| 4      | 一畑バス   | 20・21・22：八雲車庫 |                                                                               |
| 5      | 松江市バス | 40-1・40-2：竹矢 |                                                                               |
| 5      | 一畑バス   | 61・62：玉造温泉 |                                                                               |
| 6      | 松江市バス | 70-1・70-2：八束町・由志園入口 70-3：八束町・由志園入口・江島 71-1：大海崎 73-2：女子高校前 93・95・97：法吉ループ右回り 94・96・98：法吉ループ左回り                                                  | 「73-2」は平日のみ運行                                                        |
| 6      | 一畑バス   | 51：恵曇 54：高専前 | 「54」は平日のみ運行                                                          |
| 7      | 松江市バス | ぐるっと松江レイクライン |                                                                               |
| 10     | 降車専用   | 降車専用 | 降車専用                                                                      |
| 11     | 一畑バス   | 一畑バス本社 | 10番が使用中に、松江市バスが降車用として使用する場合がある。                  |

- 日ノ丸バス米子松江線は2020年9月30日限りで運行終了、翌日廃止となった。そのため、同区間は松江市バス・イエローバスが補完している。
- 一畑バス大東線・荒島線・御津線は2024年9月30日限りで運行終了、翌日廃止となった。そのため、同区間は既存のバス路線とコミュニティバスとの乗り継ぎで補完している。
- 一畑バスマリンプラザ線は2024年10月1日から、平日ダイヤの松江駅着の初便を除いて川津 - マリンプラザ前間に区間短縮となった。そのため、川津方面へのバス路線との乗り継ぎが必要。

#### 定期観光バス
8番のりば
- JRバス中国
  - 松江出雲定期観光バス（運休中）

※高速バスの降車スペースや、繁忙期の続行便の停車スペースとして利用されることが多い。

#### 高速バス・空港リムジンバス・隠岐汽船接続バスなど
| のりば | 運行事業者                                                     | 系統・行先 | 備考 |
| ------ | -------------------------------------------------------------- | --- | --- |
| 9      | JRバス中国                                                     | スサノオ号：東京（東京駅日本橋口） 出雲・松江・米子ドリーム名古屋号：名古屋（名古屋駅新幹線口） グラン昼特急出雲号・グランドリーム出雲号・ドリーム出雲号：大阪（大阪駅JR高速バスターミナル）・京都（京都駅烏丸口） | 「スサノオ号」「出雲・松江・米子ドリーム名古屋号」「グランドリーム出雲号」「ドリーム出雲号」は夜行便 「ポートレイク号」は夜行便あり |
| 9      | JRバス中国 神姫バス                                            | ポートレイク号：神戸（神姫バス神戸三宮バスターミナル） | |
| 9      | 一畑バス 阪急観光バス                                          | くにびき号：大阪（新大阪（阪急高速バス新大阪ターミナル）・梅田（阪急三番街高速バスターミナル）） | |
| 9      | 一畑バス 日ノ丸自動車 両備ホールディングス 中鉄バス JRバス中国 | ももたろうエクスプレス：岡山（岡山駅西口） | |
| 9      | 一畑バス 広島電鉄                                              | グランドアロー号：広島（大塚駅・広島バスセンター・広島駅新幹線口） | |
| 9      | JRバス中国 JR九州バス                                          | 出雲ドリーム博多号：北九州（小倉駅新幹線口）・福岡（博多バスターミナル） | 夜行便 |
| 9      | 松江一畑交通                                                   | 空港リムジンバス：出雲縁結び空港 | |
| 9      | 松江一畑交通 日ノ丸ハイヤー                                    | 空港リムジンバス：米子鬼太郎空港 | |
| 9      | 一畑バス                                                       | 隠岐汽船接続バス：七類港 / 境港駅 | |

- 「オオクニヌシ号」（出雲 - 松江 - 米子 - 鳥取線[17] → 松江 - 米子 - 鳥取線）は2017年8月4日から運行区間が短縮され、2019年2月28日の運行をもって廃止となった[18]。
- 「松江境港シャトルバス」（松江しんじ湖温泉駅 - 国宝松江城大手前 - 松江駅 - 由志園 - JR境港駅）は2021年3月31日の運行をもって廃止された[19]。

### 駅北口
カラオケ335松江駅前店向かい及びローソン松江御手船場町店前にあるバス停で、一部高速バスが停車する。

#### 高速バス
カラオケ335松江駅前店向かい
- ベイラインエクスプレス
  - WILLER EXPRESS：東京（バスタ新宿）※夜行便
- 帝産観光バス
  - WILLER EXPRESS：大阪（WBT大阪梅田・USJ）

### 宍道湖遊覧船第2乗船場前
宍道湖遊覧船第2乗船場前にあるバス停で、ぐるっと松江レイクラインと一部高速バスが停車する。

#### 観光周遊バス
- 松江市バス
  - ぐるっと松江レイクライン

## 隣の駅
西日本旅客鉄道（JR西日本）
 山陰本線
- 特急「スーパーおき」・「スーパーまつかぜ」・「やくも」・寝台特急「サンライズ出雲」・観光列車「あめつち」停車駅

■快速（上り到着列車のみ）
松江駅 ← 乃木駅
■普通
東松江駅 - 松江駅 - 乃木駅

#### 広報資料・プレスリリースなど一次資料
1. 1 2  山陰線（出雲市～伯耆大山駅間）、伯備線（根雨駅、生山駅、新見駅）ICOCAご利用開始日・自動改札機ご利用開始日決定! - 西日本旅客鉄道（2016年10月18日付）

#### 統計資料
1. ↑  “島根県統計書”. しまね統計情報データベース.   島根県政策企画局. 2025年2月4日閲覧。